# Into the Okavango
Into the Okavango es una película de Estados Unidos filmada en colores dirigida por Neil Gelinas sobre su propio guion escrito en colaboración con Brian Newell que se estrenó en 2019 y fue filmada en Angola, Botsuana y Namibia.

## La expedición
El delta del Okavango es un caso poco usual  pues está formado por el río de ese nombre que no desemboca en el mar sino que nace en Angola, atraviesa la franja de Caprivi (Namibia) y desagua en el norte de Botsuana en una llanura prácticamente endorreica con un clima mucho más seco que en sus cabeceras, o sea que es un enorme abanico aluvial o cono de deyección. Por su flora y fauna es una de las regiones más biodiversas de África y en 2004 fue declarada Patrimonio de la Humanidad por la Unesco. El ornitólogo y ecologista Dr. Steve Boyes advirtió una creciente concentración de aves en el centro del delta en tanto la masa de las vías fluviales está comenzando a reducirse y las áreas secas se están cerrando, y para averiguar la causa organizó una expedición que incluyó a la bióloga angoleña Adjany Costa y al guía botsuanés ‘Water’, para rastrear el curso del agua desde su fuente en la zona montañosa rural de Angola.

## Sinopsis
La película sigue la trayectoria de la expedición de Steve Boyes durante los cuatro meses en los atraviesan tres países viajando a través de parajes peligrosos e inexplorados. El plan de Boyes era seguir el curso del río Cuito desde Angola para determinar cuál era el régimen de alimentación de agua del Delta. Encontraron con facilidad su inicio y comenzaron a recorrerlo en canoas pero a poco se convirtió en un fino hilo de agua que les obligó a seguir por tierra varios días. Volvieron al agua y luego de un tiempo llegaron a una zona donde la vegetación fluvial era tan abundante que era imposible navegar y retornaron a caminar.  Superados estos obstáculos el filme ingresa en un ritmo veloz, alternando los encuentros con lugareños –por ejemplo, con una tribu que para cazar provocaba incendios muy dañinos para el ecosistema- con las reflexiones que se iban sucediendo de los protagonistas; en cualquier caso, no trataron de convencerlos de variar sus costumbres.

## Los protagonistas
La travesía puso a prueba la fortaleza del grupo. La película va mostrando las características de cada protagonista. Ante las dificultades, Water nunca abandonó una actitud positiva y fue exhibiendo múltiples recursos para superarlas. Adjany, que a veces expresaba su añoranza por las comodidades de la civilización, era capaz de contar impasible, por ejemplo, que el fangal que servía de asentamiento de elefantes que atravesaban olía como los cadáveres que había conocido de pequeña cuando tenía lugar la guerra civil en Angola. Boyes, apenas encuadraba en el estereotipo de explorador megalómano y era especialmente reflexivo, especialmente cuando las cosas no marchaban bien.

## Críticas
Rob Aldam opinó en el sitio web backseatmafia.com:

”Comenzando en una inexplorada región de Angola que había padecido pocos años antes el flagelo de una guerra civil, bajaron en canoas siguiendo el curso del río a través de Namibia y Botsuana. Hay una o dos sorpresas en el estante y muchos descubrimientos preocupantes. Es el documental más bello que haya visto y tan hermoso que te hará llorar, de la misma manera que lo hará la forma en que estamos tratando de destruir esta maravilla natural.

Phil Guie en el sitio web filmforward escribió:

No hay ningún lugar en el planeta como África, y este espectacular documental lleva a los espectadores a una parte de él...No hay muchos momentos que ericen los cabellos, ya que en la travesía la película se contenta en gran medida con inspirar su visión de la Tierra como un organismo interconectado, al igual que lo es el Delta. Gelinas y Boyes están muy imbuidos de la idea de que incluso las criaturas más pequeñas juegan un papel importante, pero dado todo lo que han pasado, su punto de vista ilustrado parece bien ganado. Mientras tanto, nuestra recompensa es un rayo de esperanza de que el Delta aún pueda perdurar, y con ello la oportunidad de ver sus maravillas en persona.

## Nominaciones y premios
Festival de Cine de Nashville Film a 2018
- Ganadora del Premio Spectrum del Público

Premios PGA
- Neil Gelinas, nominado al Premio al Productor Sobresaliente de Películas